# سوهاج
سوهاج نام شهر و شهرستانی در استان سوهاج مصر است.

## نگارخانه

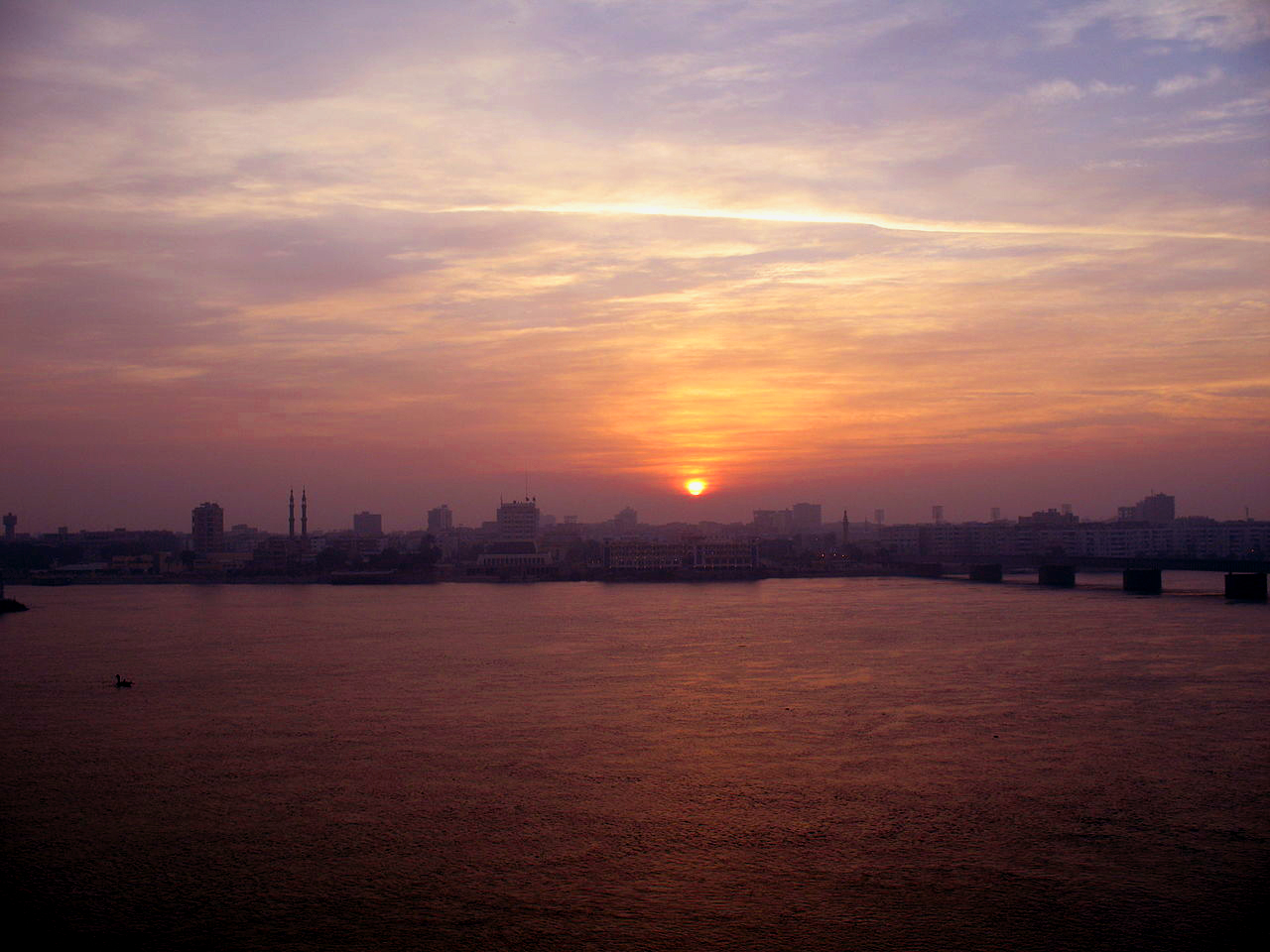
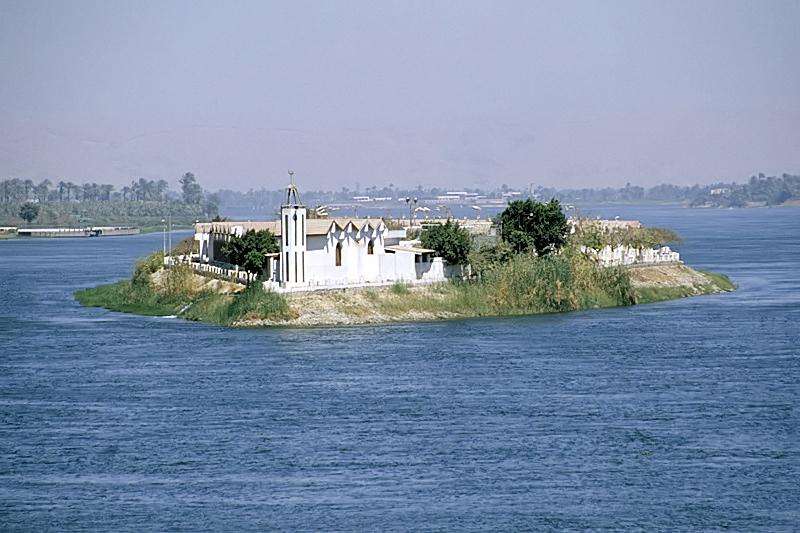

## فضا
مساحت کل استان ۱۱,۰۲۲ کیلومتر مربع است که معادل ۲.۰۷٪ از مساحت کشور است. مساحت مناطق مسکونی ۱۷۳۲.۰۵ کیلومتر مربع است. این استان ۱۲۵ کیلومتر در امتداد رود نیل و ۱۶ تا ۲۵ کیلومتر عرض دارد، علاوه بر این، یک منطقه بیابانی تقریباً ۹۰ کیلومتری در شرق آن امتداد دارد. مساحت مناطق مسکونی ۱۵۴۰ کیلومتر مربع (یعنی ۱۵٪ از مساحت استان) است.

## افراد مشهور
- رفاعه طهطاوی
  - نجیب انسی ساویرس
  - محمد سید طنطاوی
  - محمد صدیق منشاوی